# Deutsches Eck (Verkehr)
Deutsches Eck bezeichnet die kürzeren und verkehrsgünstigeren Straßen- und Eisenbahnverbindungen zwischen dem Großraum der Stadt Salzburg (und in Folge dem östlichen Teil Österreichs) und dem westlichen Österreich über das deutsche Staatsgebiet. Dabei führen eine Bahn- und eine Autobahnverbindung in das Tiroler Unterland, die als Großes Deutsches Eck bezeichnet werden, und eine Bundesstraße in den Salzburger Pinzgau, das Kleine Deutsche Eck.
Über ausschließlich österreichisches Staatsgebiet führen dagegen nur wesentlich längere Bahn- bzw. Bundesstraßenverbindungen. Eine durchgehende innerösterreichische Autobahnverbindung zwischen den Bundesländern Salzburg und Tirol gibt es nicht.

## Geografie

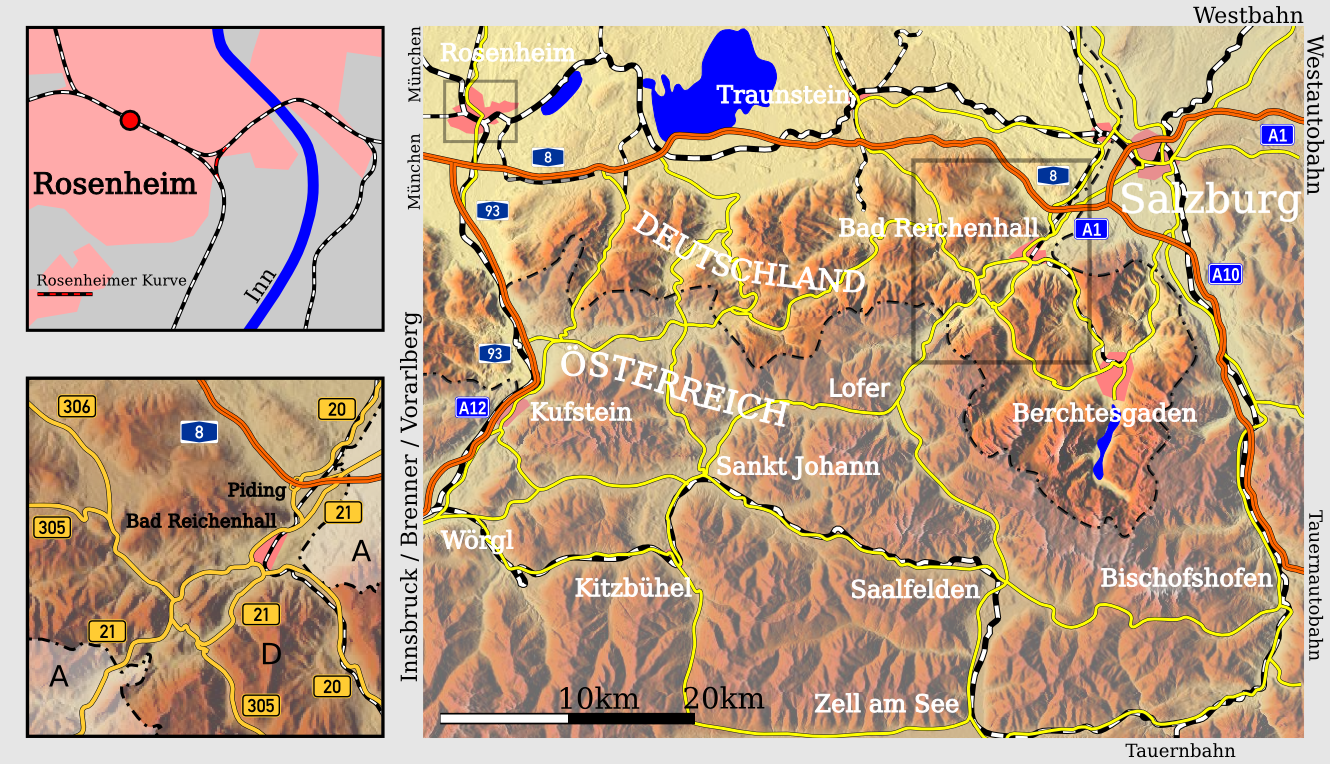
Übersicht über die für Österreich wichtigen Verkehrswege in der Region (große Karte),
„Kleines Deutsches Eck“ (l.u.), Rosenheimer Kurve (l.o.)

### Kleines Deutsche Eck
Das Kleine Deutsche Eck verbindet den Salzburger Flachgau mit dem Pinzgau. Die Strecke führt von Ost nach West ausgehend vom Bundesstraßengrenzübergang Walserberg (auch Kleiner Walserberg genannt) westlich von Salzburg über die B 21 in Bayern vorbei an Bad Reichenhall und entlang des Saalachtals durch Schneizlreuth bis zur Staatsgrenze am Steinpass bei Unken. Im Allgemeinen wird der weitere Verlauf auf der B 178 in Österreich bis Lofer ebenfalls zur Strecke des kleinen Deutschen Ecks gerechnet. Als alternativer Ausgangspunkt kann auch der Autobahngrenzübergang am Walserberg (wenige hundert Meter von der Bundesstraße entfernt und auch Großer Walserberg genannt) gesehen werden. Von dort führt die Strecke auf der A 8 bis zur ersten Anschlussstelle Piding und weiter über die B 20 bis zur bayerischen Stadt Bad Reichenhall, wo diese auf die B 21 trifft.

### Großes Deutsches Eck
Das Große Deutsche Eck ist zum einen die kürzeste Verbindung für die innerösterreichischen Fernverkehrs-Korridorzüge von ÖBB und WESTbahn zwischen Salzburg und Tirol im Zuge der Bahnstrecken Salzburg–Rosenheim und Rosenheim–Kufstein über die Rosenheimer Schleife ohne Halt in Rosenheim.
Im Autoverkehr führt das Große Deutsche Eck vom Walserberg über die Bundesautobahnen A 8 in Bayern und (ab Rosenheim) A 93 bis zum Grenzübergang zwischen Kiefersfelden und Kufstein in Tirol. Ab der Grenze wird die Inntal Autobahn (A 12) befahren.

### Verbindungen

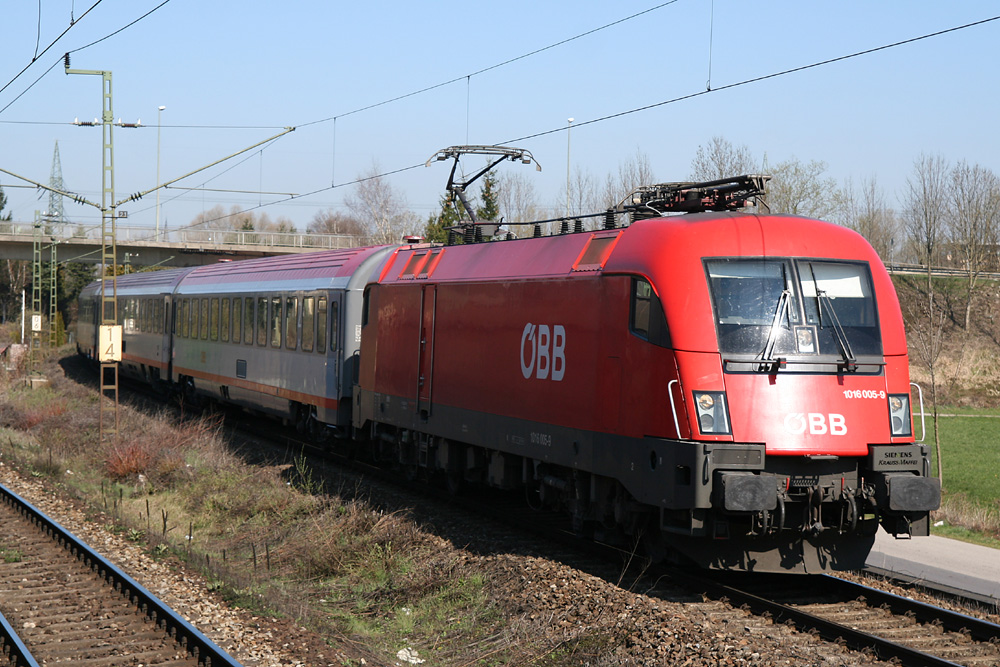
ÖBB-IC von Salzburg nach Kufstein auf der Rosenheimer Schleife kurz vor der Abzweigstelle Rosenheim Süd. Links die Bahnstrecke Rosenheim–Kufstein Grenze

Beide Verbindungen sind nach Fahrzeit und Fahrstrecke wesentlich kürzer als die entsprechenden innerösterreichischen Alternativen. Das ist straßenseitig die Bundesstraßen-Verbindung über den Pass Lueg, den Pongau und Zell am See. Hier beträgt die Entfernung Salzburg–Lofer über das Kleine Deutschen Eck rund 43 km (davon circa 23 km in Deutschland), während die rein innerösterreichische Strecke etwa 108 km lang ist. Bahnseitig verläuft die innerösterreichische Verbindung über die Salzburg-Tiroler-Bahn, die zwischen Salzburg und Wörgl etwa 56 km länger ist und wesentlich mehr Steigungen, Gefälle und Gleisbogen aufweist als eine Fahrt über das Große Deutsche Eck. Der Fahrzeitgewinn beträgt etwa 90 Minuten.
Seit 1993 bilden im Deutschen Eck der Ballungsraum Salzburg, das Berchtesgadener Land und der Landkreis Traunstein die EuRegio Salzburg – Berchtesgadener Land – Traunstein mit etwa 700.000 Einwohnern.

## Grenzabfertigung
Am 14. September 1955 wurde zwischen der Bundesrepublik Deutschland und der Republik Österreich ein Verkehrsabkommen geschlossen, das den damals noch umständlichen Grenzverkehr erleichtern sollte. Dadurch entfiel der bisherige Umweg über den Pongau, so dass die wesentlich kürzere Straßenverbindung durch das Berchtesgadener Land von Österreich aus genutzt werden konnte.
Mit dem Abkommen vereinbarte man auch Sonderregelungen bei der Grenzabfertigung. Beim Straßentransit wurden beschleunigte Grenzabfertigungen beschlossen. Die Transitstrecke musste in einer bestimmten Zeit passiert werden; mitgeführte Güter wurden verplombt, um Schmuggel zu unterbinden. Zwischen Salzburg und Lofer verkehrte eine Buslinie ohne Grenzabfertigung und ohne Halt auf deutschem Gebiet. Die Busse wurden zwischen den beiden Grenzübergängen von einem deutschen Grenzpolizisten begleitet.
Eisenbahnzüge wurden als Korridorzüge geführt, die auf der Transitstrecke nicht hielten. Das Ein- oder Aussteigen in Deutschland war nicht erlaubt. Seit dem Wegfall der Grenzkontrollen Österreichs im Rahmen des Schengener Abkommens am 1. Dezember 1997 und dem damit verbundenen freien Grenzverkehr dient diese Maßnahme vornehmlich der Zeitersparnis. Züge aus Österreich fahren weiterhin ohne Halt durch deutsches Staatsgebiet, Ein- oder Aussteigen ist daher auch weiterhin nicht möglich.

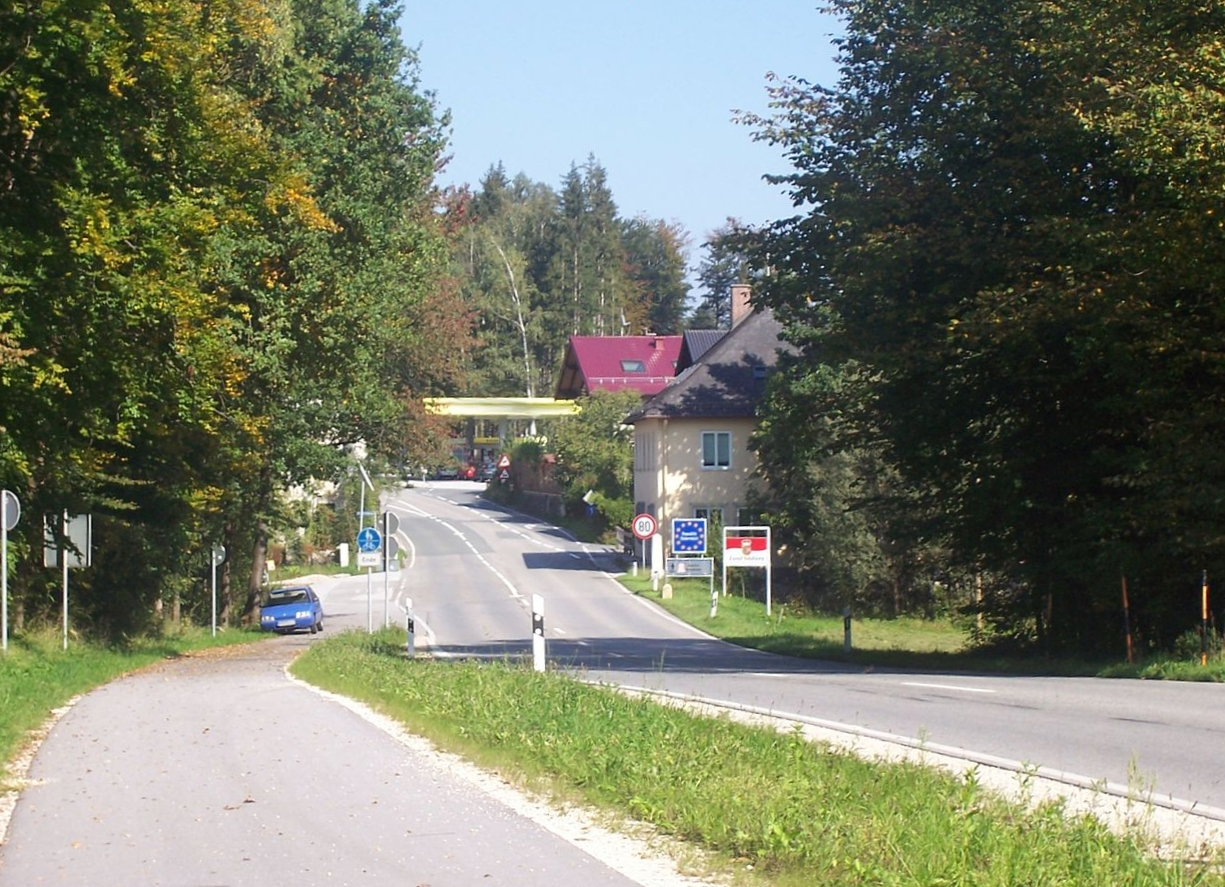
Grenze Österreich-Deutschland am „kleinen Walserberg“ (2007)

## Verkehrstechnische Besonderheiten
Die Österreichischen Bundesbahnen, die das Gleisnetz der Deutschen Bahn AG benutzen, müssen dafür Nutzungsgebühren bezahlen. Daher lassen die ÖBB einen Teil des zeitunempfindlichen Verkehrs, insbesondere Güter- und Personen-Nachtzüge, über die längere Strecke in Österreich (Salzburg-Tiroler Bahn) verkehren. Für die Korridorzüge wurde 1982 die sogenannte Rosenheimer Schleife errichtet, welche das Einfahren in den Bahnhof und das dortige Kopfmachen überflüssig macht.
Eine Sonderregelung wurde in der deutschen Straßenverkehrsordnung für die Bundesstraßen geschaffen. Da Spikes-Reifen für Autos in Deutschland verboten, in Österreich aber zugelassen sind, gilt für das Kleine Deutsche Eck zur Erleichterung des Transitverkehrs eine Ausnahme.